# Санта-Крус-де-Росалес
Санта-Крус-де-Росалес (исп. Santa Cruz de Rosales) — малый город в Мексике, штат Чиуауа, входит в состав муниципалитета Росалес и является его административным центром. Численность населения, по данным переписи 2010 года, составила 5570 человека.

## История
Поселение было основано в 1714 году францисканскими монахами под названием Санта-Крус-де-Тапакольмес.
12 июля 1831 года поселение получило статус вилья и было переименовано в Санта-Крус-де-Росалес, а Rosales дано в честь борца за независимость Мексики Виктора Росалеса.